# Jacky Joy
Jacky Joy (Easton, Pensilvania; 27 de agosto de 1985) es una actriz pornográfica estadounidense.

## Biografía
Natural de la ciudad de Easton, de la mancomunidad de Pensilvania, Jacky Joy, nombre artístico de Justine Mensch, nació en agosto de 1985. Después de terminar el instituto fue a la Universidad Estatal de Pensilvania, compaginando sus estudios con un trabajo a media jornada como camarera en un restaurante. En 2005, una compañía con sede en Filadelfia encontró su perfil en MySpace y le ofreció una suma contributiva por realizar sus primeras escenas, de manera amateur, en la industria para adultos.
Tras ese primer acercamiento en la industria, debutó oficiosamente como actriz pornográfica al año siguiente, en 2006, a los 21 años de edad. Como actriz, ha trabajado con productoras como Devil's Film, New Sensations, Brazzers, Bangbros, Evil Angel, Sin City, Vivid, Penthouse, Naughty America, Hustler, Jules Jordan Video, 3rd Degree, Girlfriends Films o Club Jenna, entre otras.
Siguió compaginando su carrera como actriz con la de estudiante universitaria, viajando a California 2 veces al mes para grabar escenas y retornar a Pensilvania, donde residía, para hacer resto de vida normal. Terminó de graduarse en la Universidad en 2011 en la especialidad de finanzas.
En 2012 recibió su primera nominación en los Premios AVN en la categoría de Artista femenina no reconocida del año. Dos años después, tuvo su segunda y última nominación a la Mejor escena de sexo en grupo por The Madison’s Mad Mad Circus. También en 2014 fue nominada en los Premios XBIZ a la Mejor escena de sexo en película gonzo por Diesel Dongs 28.
Se retiró de la industria en 2017, con más de 230 películas como actriz.

## Premios y nominaciones
| Año  | Ceremonia         | Resultado | Premio                                 | Trabajo                      |
| ---- | ----------------- | --------- | -------------------------------------- | ---------------------------- |
| 2012 | Premios AVN       | Nominada  | Artista femenina no reconocida del año | —                            |
| 2013 | Sex Awards        | Nominada  | Porn's Best Body                       | —                            |
| 2013 | The Fannys        | Nominada  | Most Underrated Star                   | —                            |
| 2014 | Premios AVN       | Nominada  | Mejor escena de sexo en grupo          | The Madison’s Mad Mad Circus |
| 2014 | Premios XBIZ      | Nominada  | Mejor escena de sexo en película gonzo | Diesel Dongs 28              |
| 2014 | Spank Bank Awards | Nominada  | Camgirl del año                        | —                            |
| 2014 | The Fannys        | Nominada  | Most Underrated Star                   | —                            |